# Paraty
Paraty là một đô thị bảo tồn Chế độ thực dân Bồ Đào Nha và Gia đình Hoàng gia Brasil nằm ở bang Rio de Janeiro, Brasil. Dân số của nó là khoảng 36.000 người. Nó nằm bên bờ biển Costa Verde (Bờ biển Xanh), một hành lang xanh tươi tốt chạy dọc theo bờ biển của bang Rio de Janeiro. Paraty đã trở thành một địa điểm du lịch, được biết đến với thị trấn lịch sử, bờ biển và núi non. Trung tâm lịch sử của thành phố cùng bốn khu vực Rừng Đại Tây Dương đã được UNESCO công nhận là Di sản thế giới từ năm 2019 với tên gọi "Paraty và Ilha Grande".

## Địa lý
Thị trấn nằm bên bờ vịnh Ilha Grande, nơi có nhiều hòn đảo nhiệt đới. Nằm ở độ cao 1.300 mét phía sau thị trấn là những khu rừng nhiệt đới, núi và thác nước. Đây là đô thị nằm ở cực nam và cực tây của bang Rio de Janeiro. Paraty được IPHAN liệt kê là Di tích lịch sử quốc gia. Hơn 80% diện tích của nó được bảo vệ bởi các đơn vị bảo tồn gồm: Khu bảo vệ môi trường Cairuçu, Trạm sinh thái Tamoios, Vườn quốc gia Serra da Bocaina, Khu bảo vệ môi trường Vịnh Paraty, Paraty-Mirim và Saco do Mamanguá, Khu bảo tồn sinh thái Juatinga. Gần đó là Công viên bang Serra do Mar, một khu vực bảo tồn của bang São Paulo. Paraty cũng bao gồm một ngôi làng bản địa, một trại định cư của người Brasil gốc Phi.
Nhiệt độ của khu vực dao động từ 16 đến 37 °C (61 đến 99 °F).